# Only Her Brother
Only Her Brother è un cortometraggio muto del 1905 diretto da Lewin Fitzhamon.

## Trama
Un marito geloso scopre che il supposto amante della moglie è solo suo fratello.

## Produzione
Il film fu prodotto dalla Hepworth.

## Distribuzione
Distribuito dalla Hepworth, il film - un cortometraggio della lunghezza di 83,8 metri - uscì nelle sale cinematografiche britanniche nell'aprile 1905. L'Edison Manufacturing Company lo distribuì negli Stati Uniti nel luglio 1905.
Non si hanno altre notizie del film che si ritiene perduto, forse distrutto nel 1924 quando il produttore Cecil M. Hepworth, ormai fallito, cercò di recuperare l'argento del nitrato fondendo le pellicole.